# مطار زاكورة
مطار زاكورة (إياتا:OZG ، إيكاو:GMAZ) هو مطار داخلي يخدم مدينة زاكورة بجهة درعة تافيلالت بالمغرب، يقع المطار على بعد 8 كلم من وسط مدينة زاكورة، ويتوفر على مدرج واحد بطول 3000 متر وعرض 45 متر، وتبلغ الطاقة الاستعابية للمطار 000 250 مُسافر في السنة.
في السنوات الأولى لاشتغال المطار كان الإقبال على الرحلات الجوية منخفض جداً، نظراً لإرتفاع أسعارها، لكن بعد توقيع إتفاقية بين مجلس جهة درعة تافيلات و الخطوط الملكية المغربية تم تخفيض سعر الرحلات الجوية نحو جهة درعة تافيلات بما فيها مطار زاكورة مما ساهم وبشكل كبير في رفع عدد المسافرين بالمطار.

## تاريخ
- تدشين المطار من طرف ملك المغرب محمد السادس في 25 دجنبر 2007.
- في 7 نونبر 2018 تم تدشين أول خط جوي يربط بين زاكورة ومراكش من خلال شركة العربية للطيران المغرب، لكن هذا الخط لم يدم طويلاً، فقد توقف في منتصف 2019.
- تدشين المحطة الجوية الجديدة والشُروع في إستخدامها ابتداءاً من 4 يناير 2019.

## شركات الطيران
| شركات الطيران           | الوجهات                 |
| ----------------------- | ----------------------- |
| الخطوط الملكية المغربية | ورزازات - الدار البيضاء |

## إحصائيات
حركة المسافرين:
| 2014  | 2015  | 2016  | 2017  | 2018   | 2019   | 2020 | 2021 | 2022  |
| ----- | ----- | ----- | ----- | ------ | ------ | ---- | ---- | ----- |
| 235 2 | 349 4 | 847 4 | 872 5 | 004 10 | 156 17 | 3367 | 9453 | 10394 |
|       | ▲     | ▲     | ▲     | ▲      | ▲      | ▼    | ▲    | ▲     |